# Высокочастотная ударная обработка

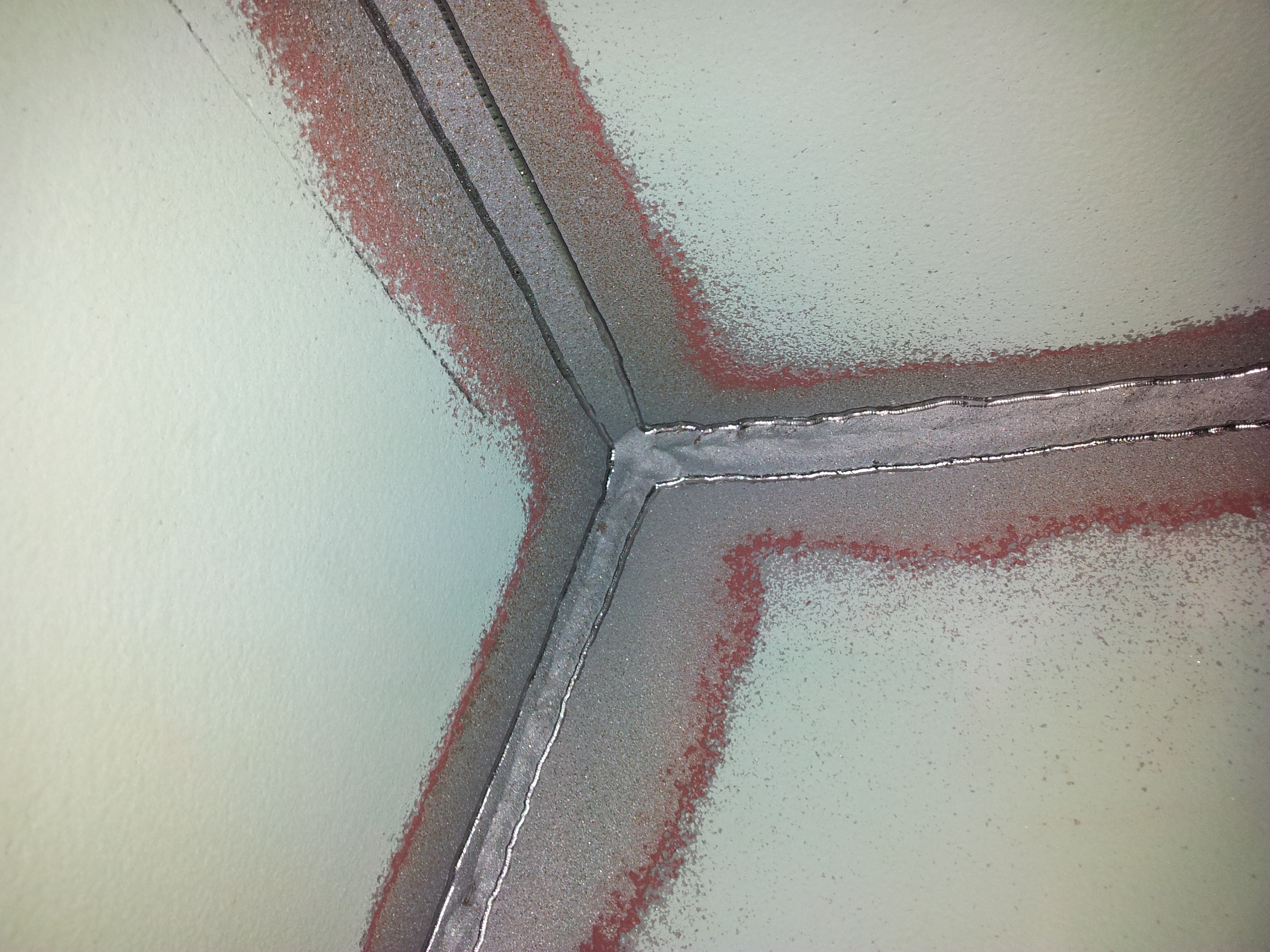
Пример обработки сварной поверхности HiFIT методом

HiFIT метод повышения усталостной прочности  — метод повышения усталостной прочности сварочных конструкций с использованием высокочастотного динамического механического воздействия.

## Особенности
Прочность и срок службы сварных стальных конструкций во многих случаях определяется особенностями сварных переходов. С помощью их селективной очистки (шлифовка (абразивная резка) пескоструйная обработка, ковка и т. д.), долговечность многих конструкций значительно увеличивается. HiFIT метод повышения долговечности оказался особенно эффективным. Высокочастотный процесс воздействия на конструкцию имеет универсальное применение, требует минимума оборудования.

## Процесс

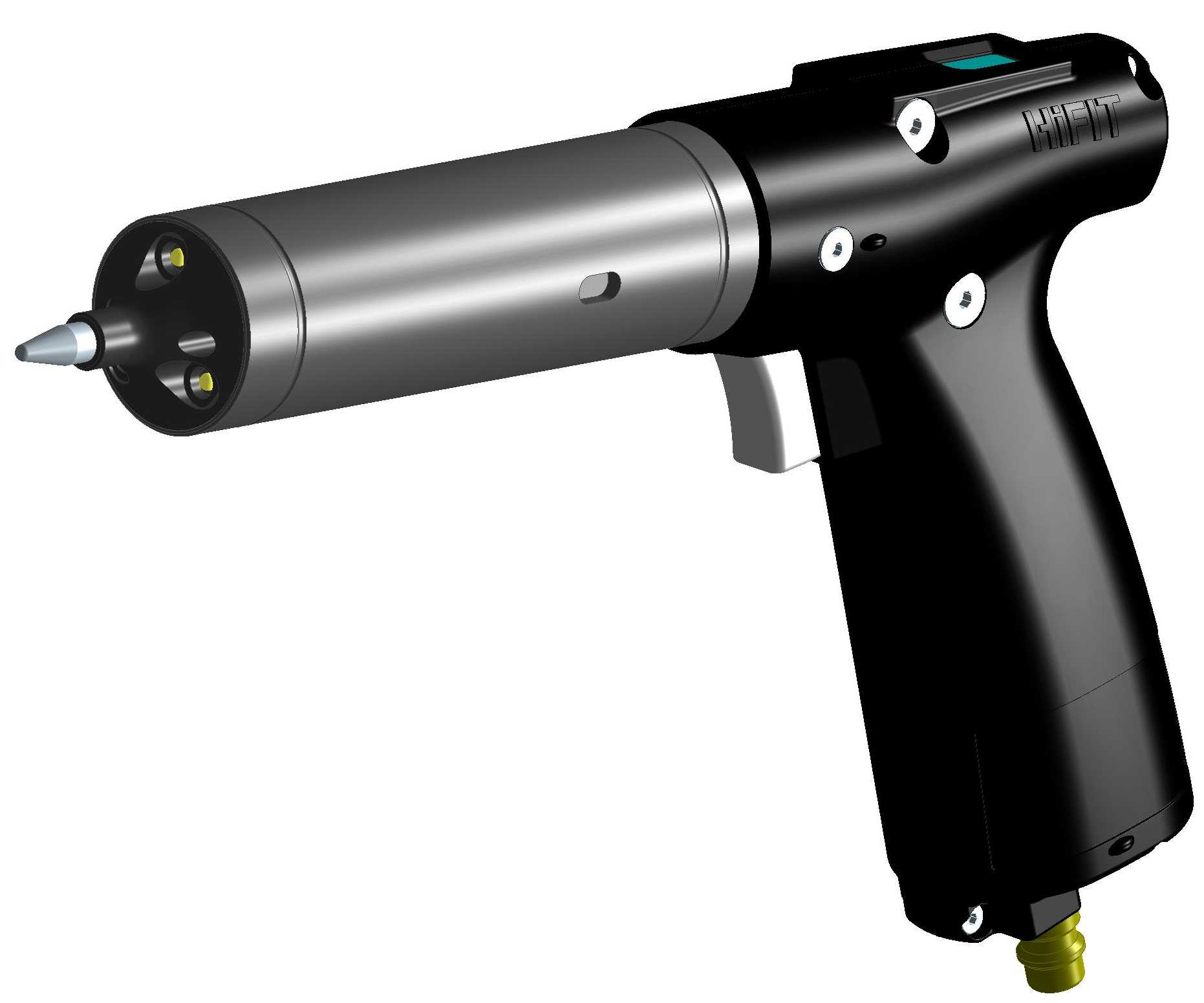
HiFIT молоток

В процессе обработки конструкции на неё воздействуют молотком с упрочненным штифтом диаметром от 3 мм.
Штифт ударяет металл с регулируемой интенсивностью с частотой в пределах 180—300 Гц. В процессе ударов возникают локальные механические деформации. Наведенные остаточные напряжения предохраняют металл от микротрещин на его поверхности.
В ходе многочисленных экспериментов в различных институтах и университетах достигалось повышение усталостной прочности от 5 — до 15-кратного. Было разработано и изготовлено HiFIT устройство.
Метод HiFIT может быть применен как для существующих, так и новых металлоконструкций.
Перед обработкой детали должны быть очищены от рыхлой ржавчины и старой краски, при этом нет необходимости предварительной пескоструйной обработки поверхности. Устройство работает с помощью подачи в устройство сжатого воздуха давлением в 6-8 бар.

### Продление срока службы
Применительно к существующим конструкциям, срок эксплуатации после их обработки может быть значительно расширен. Затраты на обработку ниже, чем при использовании традиционных методов.
Обширное экспериментальное изучение этого метода показало его высокую эффективность для обычных мелкозернистых сталей, например, S460N, S690QL.